# Opština Berovo
Die Opština Berovo (mazedonisch Општина Берово; albanisch Komuna e Berovës) ist eine der 80 Opštini Nordmazedoniens. Ihr Verwaltungssitz befindet sich in der Stadt Berovo. Die Opština grenzt im Osten an Bulgarien, im Norden an Pehčevo, Delčevo und an Vinica, im Westen an Radoviš, im Süden an Bosilovo und an Novo Selo.
Bei der Volkszählung im Jahre 2021 betrug die Einwohnerzahl 10.891. Ein Teil der Einwohner gehört der Ethnie der Roma an. Innerhalb der Gebirge wurden viele Kleinkirchen errichtet. Besonders tief in den Tälern verbergen sich noch kleine Kirchen, da die Bevölkerung Befürchtungen hatte, dass nach der Eroberung durch das Osmanische Reich die Kirchen zerstört werden würden.

## Geographie

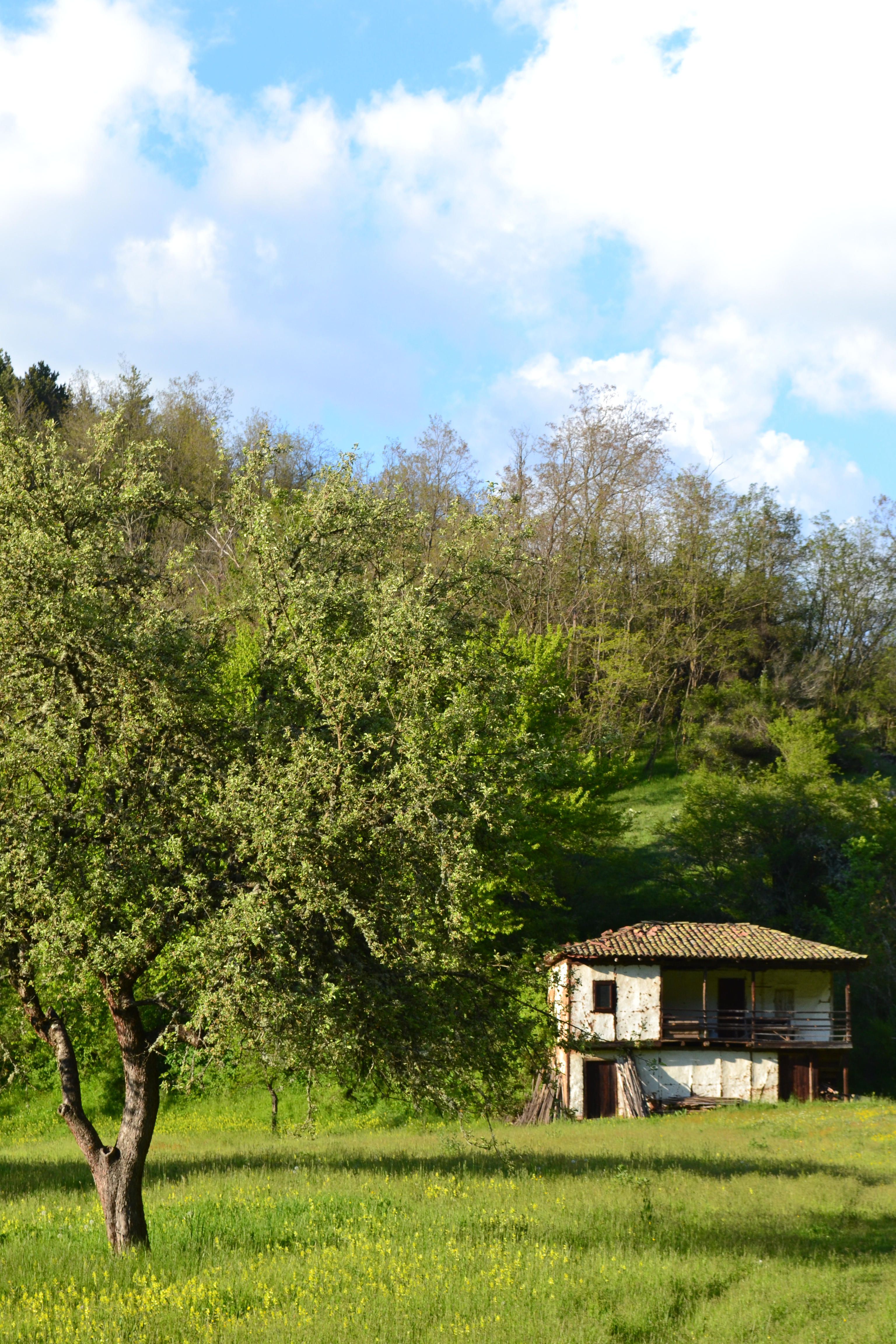
Verlassenes Haus in der Nähe der Stadt Berovo (2014)

Die Opština Berovo befindet sich im oberen Teil des Flusses Bregalnica, der den Ort Mačevo durchquert. Ein weiterer Fluss, der das Gebiet der Opština durchquert, ist der Flov. Im Südosten der Opština befindet sich der Berovskosee. Im Süden von Berovo befindet sich der bis zu 1352 m. i. J. hohe Höhenzug Maleševski, im westlichen Teil der Opština der Berg Ana Plačkovica.
In Berovo herrscht Kontinentalklima mit hohen Sommertemperaturen und einem ausgeprägten Winter.

## Ortschaften
Die Opština Berovo umfasst neun Ortschaften: die Stadt Berovo und die Dörfer Budinarci, Dvorište, Mačevo, Mitrašinci, Ratevo, Rusinovo, Smojmirovo und Vladimirovo.